# 阿姆拉什
阿姆拉什（波斯語：املش），是伊朗吉兰省阿姆拉什縣的城市，是該縣的首府。2006年人口普查顯示阿姆拉什市人口为15,047人，分佈在4,350個家庭。  阿姆拉什海拔高度為13米（45 英尺）。